# Parafia św. Pawła Apostoła w Boguszowie-Gorcach
Parafia św. Pawła Apostoła w Boguszowie-Gorcach – parafia Kościoła Polskokatolickiego w RP położona na terenie diecezji wrocławskiej, w dekanacie dolnośląskim. Nabożeństwa sprawowane są w niedziele o godz. 11:00.
Na terenie parafii, w dzielnicy Gorce przy ulicy Tadeusza Kościuszki znajduje się kościół filialny (poewangelicki), obecnie nieużytkowany.

## Historia
Gmina starokatolicka w Boguszowie powstała bardzo wcześnie, bowiem już w 1886. Erygowanie pierwszej parafii starokatolickiej w tym mieście nastąpiło jednak dopiero w 1900. 22 lipca tegoż roku wmurowano również kamień węgielny pod budowę nowej okazałej świątyni. Przez następne lata parafia i społeczność starokatolicka w tym regionie rozwijała się bardzo prężnie – przybywało wiernych, a kościół parafialny wzbogacał się o nowe detale, figury i dewocjonalia. 
Po zakończeniu II wojny światowej i zmiany granic Polski, parafia znalazła się w nowej polskiej administracji, decyzją władz jurysdykcję nad nią przejął Polski Narodowy Kościół Katolicki (ob. Kościół Polskokatolicki). Pierwszym polskim proboszczem został tutaj ks. Jan Osmólski. W ostatnich latach w kościele przeprowadzono szereg prac remontowych przy współpracy kościoła starokatolickiego Niemiec, Szwajcarii oraz Fundacji Polsko-Niemieckie Pojednanie. W dniu 22 lipca 2000 parafia polskokatolicka obchodziła setną rocznicę powstania, uroczystościom przewodniczył bp Wiesław Skołucki, udział wzięli księża z dekanatu dolnośląskiego: ks. proboszcz J. Deker, ks. proboszcz J. Bielniak, ks. proboszcz W. Szewczyk, ks. L. Pietrzak, a także z ówczesnego dekanatu opolskiego: ks. dziekan T. Piątek.

### Proboszczowie parafii
- ks. Jan Osmólski (1946-1948)
- vacat (1948-1960)
- ks. Henryk Grochocki (1957-1965)
- ks. Jan Sołtykiewicz (1965-1985)
- ks. dziek. mgr Bogusław Kropielnicki (od 1985)